# Нестор Відріо
Нестор Відріо (ісп. Néstor Vidrio, нар. 22 березня 1989, Гвадалахара) — мексиканський футболіст, захисник клубу «Дорадос де Сіналоа».
Насамперед відомий виступами за клуб «Атлас», а також олімпійську збірну Мексики.

## Клубна кар'єра
У дорослому футболі дебютував 2007 року виступами за «Атлас», в якому провів п'ять сезонів, взявши участь у 82 матчах чемпіонату.
В кінці 2011 року на правах оренди приєднався до складу «Пачуки», де провів наступні півтора року і встиг за цей час відіграти за команду з Пачука-де-Сото 30 матчів в національному чемпіонаті.
1 липня 2013 року Відріо підписав контракт з «Гвадалахарою», де провів наступні два сезони, після чого був відданий в оренду до клубу «Дорадос де Сіналоа». Відтоді встиг відіграти за команду з Кульякана 28 матчів в національному чемпіонаті.

## Виступи за збірні
2009 року залучався до складу молодіжної збірної Мексики, у складі якої брав участь у молодіжному кубку Північної Америки. Всього на молодіжному рівні зіграв у 3 офіційних матчах.
З 2011 року захищав кольори олімпійської збірної Мексики, в складі якої був учасником футбольного турніру на Олімпійських іграх 2012 року у Лондоні, де мексиканці стали олімпійськими чемпіонами.

## Титули і досягнення
- Олімпійський чемпіон (1):

Мексика (ол.): 2012